# Capitalismo humanístico
Capitalismo humanístico é um conceito que busca unir o humanismo, especificamente a assistência a necessidades de segurança e saúde das pessoas e do ambiente, com as forças e a economia de mercado. Muitas vezes é visto como um meio-termo entre as ideias do capitalismo moderno e socialismo democrático.
Muhammad Yunus descreve o capitalismo humanístico como um mundo empresarial socialmente consciente, onde os investidores se contentam em recuperar os seus investimentos, mas não esperam dividendos adicionais. A ideia do capitalismo humanístico está ligada à ideia de que mudanças fundamentais devem ocorrer na economia contemporânea, como o capitalismo humanístico exige que haja uma mistura dos setores sem fins lucrativos com os setores com fins lucrativos. A filantropia é um conceito fundamental para o capitalismo humanístico. Embora o conceito ainda esteja a crescer, mais de 72% dos empreendedores sociais dizem que angariar dinheiro é um problema, e a angariação de fundos é uma questão importante para os empreendedores sociais, que dependem da filantropia para apoio e financiamento.
Hoje há empresas que já combinam as necessidades do meio ambiente com as necessidades das pessoas. SustainAbility, uma empresa fundada em 1987 define seu propósito como "buscar soluções para desafios sociais e ambientais que agreguem valor a longo prazo" e tem trabalhado em projetos para "identificar oportunidades para inovar produtos e serviços com redução pegada ambiental".

## Perspectivas
No artigo seminal do autor estadunidense Willis Harman "Humanistic Capitalism: Another Alternative" (Journal of Humanistic Psychology, volume 14, n.º 1, inverno de 1974) ele escreve:
"...as empresas [devem] assumir uma responsabilidade ativa pela criação de uma sociedade saudável e de um planeta habitável. Não como um gesto para melhorar a imagem corporativa ou como uma responsabilidade moralisticamente assumida, mas porque é a única interpretação razoável de longo prazo de "bons negócios". No final, uma boa política empresarial deve tornar-se uma com uma boa política social"
Ira Rohter, professor do Departamento de Ciência Política da Universidade do Havaí, promoveu o capitalismo humanístico como forma de restaurar o poder ao povo do Havaí e o ambiente deles. Ele defendeu que todo crescimento fosse sustentável, autossuficiente, e não apenas focado no lucro, mas nas necessidades das pessoas. Outro conceito-chave do capitalismo humanístico, ele acrescentou, é a economia democrática baseada na "cooperação [e] abertura" para atender às necessidades do povo e do meio ambiente do Havaí.
O presidente da Libéria William Tolbert (1971-1980) defendeu o capitalismo humanístico como modelo de desenvolvimento econômico para o seu país. Tolbert descreveu sua forma de capitalismo humanístico como uma combinação da livre iniciativa com o modo de vida altruísta tradicional africano, e a moral e os valores cristãos (ele apelidou os dois últimos componentes de "humanismo"). Ele declarou em seu discurso anual ao parlamento em janeiro de 1977: "O capitalismo humanístico tem como preocupação primária e interesse central a pessoa individual cujo valor, importância e dignidade devem ser considerados supremos, e nunca devem ser explorados de qualquer maneira, mas sim respeitados e protegidos". Ele admoestou as pessoas ricas (a elite américo-liberiana) a investirem parte da sua riqueza ou dos lucros das suas empresas em projetos para ajudar as massas empobrecidas da Libéria, aumentando a sua qualidade de vida. Para ele, ao criar uma classe média empreendedora maior, o país tornar-se-ia menos dependente de investidores estrangeiros e a Libéria alcançaria algum tipo de autossuficiência (embora Tolbert – ele próprio um empresário de sucesso – permanecesse empenhado no livre comércio). Tolbert permaneceu comprometido com o capitalismo humanístico até seu assassinato em abril de 1980 por soldados que conduziram um golpe de Estado bem-sucedido.
Andrew Yang, um ex-candidado à presidenciável democrata na eleição estadunidense de 2020, defendeu o "capitalismo centrado no ser humano" como o destaque de sua campanha. Yang declarou seu desejo por uma renda básica universal e uma expansão do estado de bem-estar dentro de uma economia capitalista de livre mercado.